# Sue Me, Sue You Blues
Sue Me, Sue You Blues è un brano musicale del cantautore britannico George Harrison incluso nel suo album Living in the Material World del 1973.
Inizialmente Harrison diede il brano al chitarrista Jesse Ed Davis per il suo album Ululu del 1972, come ringraziamento per la sua partecipazione al The Concert for Bangladesh. Davis pubblicò la propria versione del brano su singolo nel gennaio '72, senza particolari riscontri. Componendo la canzone, Harrison trasse ispirazione dalle vicende giudiziarie che afflissero i Beatles durante i primi mesi del 1971, in particolare facendo riferimento alla causa intentata da Paul McCartney agli altri tre compagni per sciogliere la "società Beatles".
L'inclusione di Sue Me, Sue You Blues in Material World segnò una rara eccezione nell'opera, essendo un brano che si distacca dalle tematiche religiose o spirituali. Registrata presso gli Apple Studios di Londra, la traccia contiene un esteso impiego della chitarra resofonica, e il contributo musicale di Gary Wright, Nicky Hopkins, Klaus Voormann e Jim Keltner. L'atmosfera e il testo della canzone rimandano alla tradizione delle antiche contraddanze (quadriglie) inglesi, una qualità che molti commentatori identificarono rispecchiare i "cambi di campo" delle varie fazioni durante le cause legali relative alla separazione dei Beatles. Alcuni critici musicali paragonarono il pezzo alla canzone How Do You Sleep? di John Lennon.
Harrison eseguì Sue Me, Sue You Blues durante il suo Dark Horse Tour del 1974, utilizzando un arrangiamento funk ispirato ai membri della sua backing band di allora Willie Weeks, Andy Newmark e Tom Scott. In occasione di queste esibizioni, Harrison modificò il testo del brano per citare l'ex manager Allen Klein. Il titolo del brano era una frase che Harrison e amici avevano iniziato scherzosamente ad utilizzare riferendosi ai problemi legali relativi ai Beatles negli anni settanta.

## Il brano

### Origine, composizione e significato

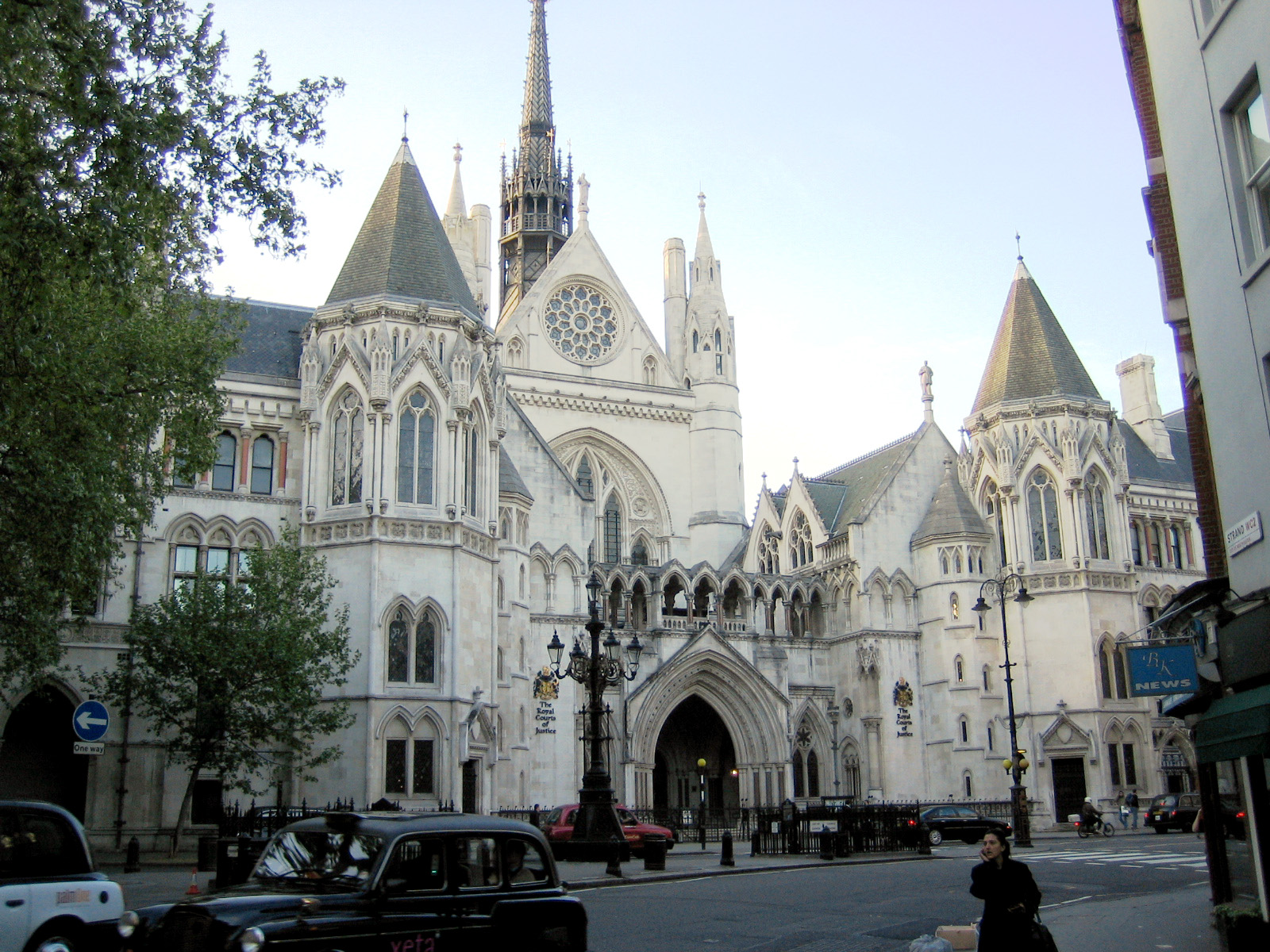
La Royal Courts of Justice di Londra, dove Paul McCartney citò in giudizio i suoi ex-amici e colleghi dei Beatles

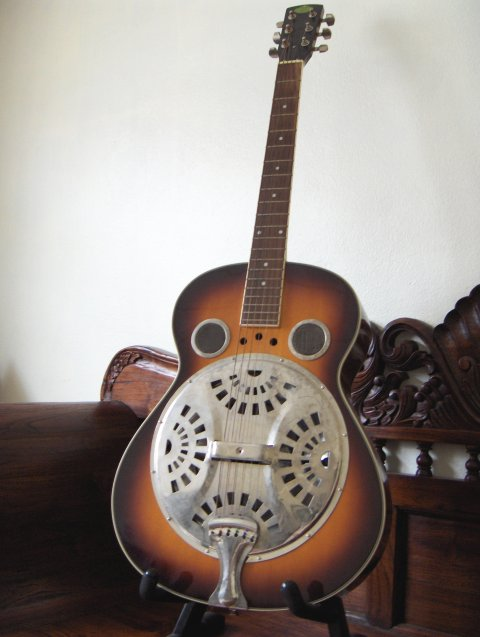
Una chitarra resofonica, simile a quella suonata da Harrison nel pezzo

In qualità di terzo compositore nei Beatles dopo Lennon & McCartney, George Harrison aveva già scritto vari brani in passato riguardo alla brutta atmosfera che si respirava nel gruppo verso la fine degli anni sessanta, esprimendo i propri sentimenti in composizioni come Not Guilty, I Me Mine, Wah-Wah e Run of the Mill. Queste ultime due canzoni, che riflettevano il deterioramento del rapporto di amicizia tra i membri dei Beatles, apparvero nell'acclamato triplo album All Things Must Pass, pubblicato nel novembre 1970, sette mesi dopo l'uscita di Paul McCartney dalla band. Il 31 dicembre dello stesso anno, McCartney fece causa alla Apple Corps e ai suoi ex-compagni presso la Royal Courts of Justice, nel tentativo di liberarsi dagli obblighi contrattuali imposti dalla partnership nei Beatles, che in particolare lo legavano al manager Allen Klein, da lui sempre rinnegato.
A partire dal 19 febbraio 1971, la corte ascoltò le testimonianze di Harrison, John Lennon e Ringo Starr che dichiararono come McCartney avesse cercato di prendere il controllo della band, e riferirono del provocatorio atteggiamento tenuto dallo stesso nei confronti di Klein. Anche se gli altri tre ex-Beatles si presentarono compatti e uniti contro McCartney sin dalla sua fuoriuscita dal gruppo nell'aprile 1970, la recente pubblicazione dell'intervista concessa da Lennon alla rivista Rolling Stone, che conteneva attacchi personali a McCartney, ma anche a Harrison e Starr, aggiunse ulteriori malumori alla situazione ed incrinò ulteriormente i loro rapporti.
Il 12 marzo, la corte si pronunciò in favore di Paul McCartney, nominando il ragioniere londinese James Spooner come temporaneo "amministratore dei beni" della Apple Corps. Mentre Lennon reagì alla sentenza sfogando la propria rabbia scagliando due mattoni contro le finestre della casa di McCartney a St John's Wood, Harrison espresse la sua frustrazione scrivendo una nuova canzone intitolata Sue Me, Sue You Blues. Il biografo di Harrison Simon Leng suggerì che il brano "fornisse una visione quasi impersonale della masochistica situazione legale dei Beatles". Nella sua autobiografia del 1980, I, Me, Mine, Harrison descrisse la prima strofa della canzone "vagamente ispirata al tipo di testo delle "square dance", condotte dal violino":
(Sue Me, Sue You Blues, George Harrison)
Nella seconda strofa, la frase: «It's affidavit swearing time» riflette eventi reali – infatti Harrison, Lennon e Starr inviavano le loro dichiarazioni ufficiali alla corte mediante affidavit. Poi Harrison prosegue con la frase: «Now all that's left is to find yourself a new band» ("Ora tutto quello che ti resta da fare, è trovarti una nuova band"), che sembra proprio indirizzata a McCartney. Nella terza strofa, George predice quali saranno gli inevitabili effetti finali della causa:
(Sue Me, Sue You Blues, George Harrison)
Dal punto di vista musicale, il brano possiede un arrangiamento folk-blues ed è caratterizzato da un riff bottleneck, tipico dello stile dell'epoca di Harrison al dobro. Altre sue composizioni nella medesima vena musicale sono Woman Don't You Cry for Me, Māya Love e Hari's on Tour (Express).

### Nastro demo del 1971
Nel 1971 Harrison registrò un breve nastro demo di Sue Me, Sue You Blues, in stile Delta blues, che divenne disponibile negli anni novanta in dischi bootleg come Pirate Songs. Alcuni critici descrissero questa registrazione addirittura superiore alla versione ufficiale, con Harrison che sembra "un vecchio bluesman, registrato per caso a Chicago".
Il demo è stato successivamente pubblicato ufficialmente nel settembre 2006, nel DVD incluso nella deluxe edition della ristampa di Living in the Material World. Nonostante l'incisione venga spesso definita "acoustic demo version", Harrison suona una chitarra slide elettrica nella registrazione.

### Registrazione del 1973
Harrison, dopo averla data da registrare a Jesse Ed Davis per il suo album solista, decise di rimettere mano alla canzone nel dicembre 1972, durante una pausa nelle sessioni per l'album Living in the Material World, l'inizio delle quali era stato rimandato più volte a causa di vari impegni d'affari e problemi fiscali inerenti al progetto del concerto per il Bangladesh. All'epoca, Harrison, Lennon e Starr avevano deciso di non rinnovare il contratto con Allen Klein, avendo avuto con lui vari contrasti. Nello specifico Harrison ce l'aveva con Klein in quanto egli aveva trascurato di registrare in anticipo i concerti del 1971 per il Bangladesh come raccolte fondi di beneficenza, con conseguente rifiuto dell'esenzione fiscale da parte del governo. Una volta che le sessioni per l'album partirono nel gennaio 1973, Harrison incise la traccia base di Sue Me, Sue You Blues agli Apple Studios, nel centro di Londra, volendo inserire la sua versione del pezzo nell'album in lavorazione.

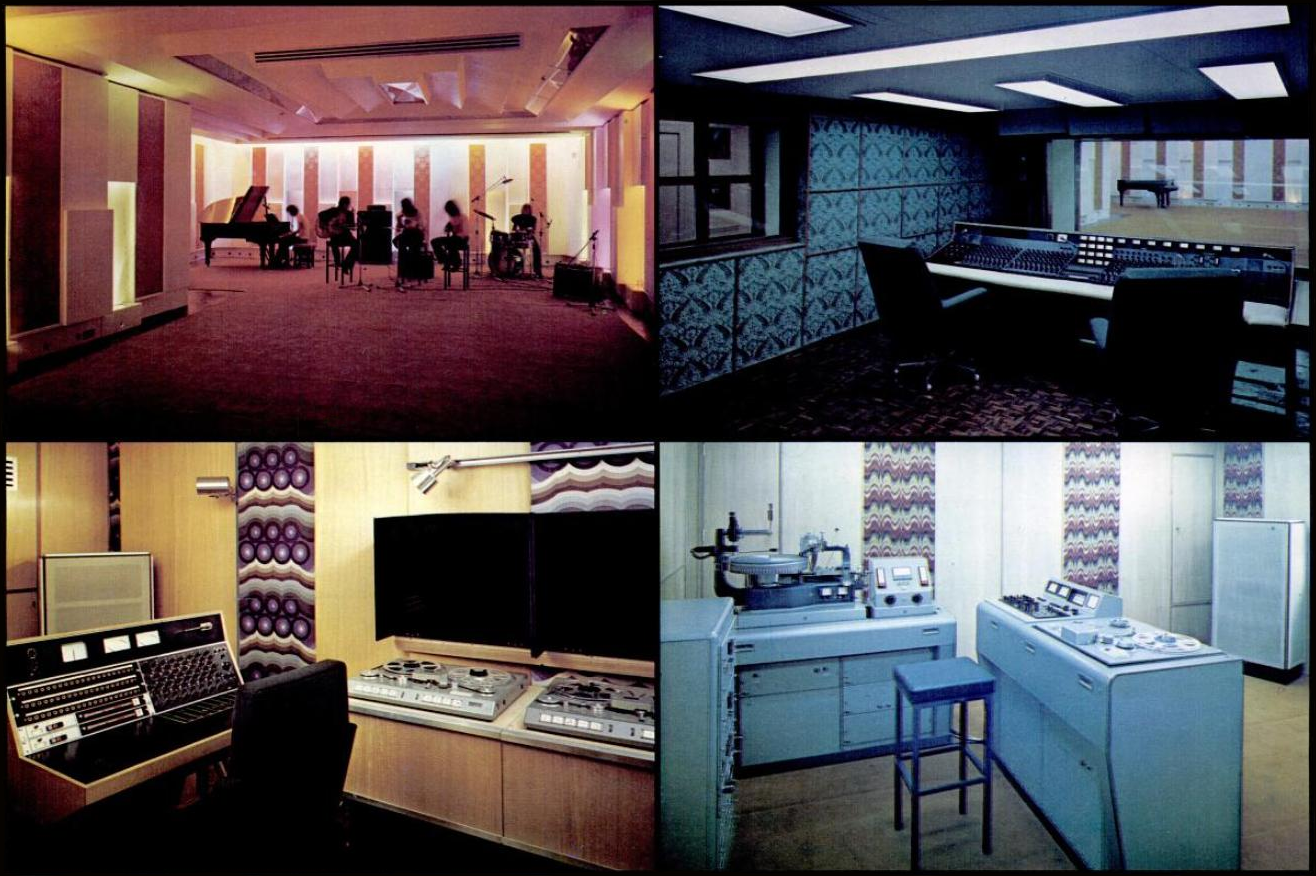
Gli Apple Studios, dove Harrison registrò Sue Me, Sue You Blues

Nella registrazione, Harrison è accompagnato da Keltner alla batteria, dai tastieristi Gary Wright e Nicky Hopkins, e dal bassista Klaus Voormann. Questo fu anche il nucleo principale dei musicisti che egli decise di impiegare per la registrazione dell'album, volendo discostarsi dalle precedenti sonorità dei suoi ultimi lavori, che erano stati dominati dall'invasivo stile di produzione detto "Wall of Sound", di Phil Spector.
La registrazione ebbe inizio con il riff costituito da un singolo accordo, creato da una combinazione delle note basse del pianoforte di Hopkins e del dobro di Harrison, prima dell'arrivo della sezione ritmica che impostò il caratteristico ritmo da "quadriglia". Harrison completò poi il brano aggiungendo la voce solista verso la fine di febbraio, appena dopo il compimento del suo trentesimo compleanno. Egli quindi andò a Los Angeles per partecipare a una serie di riunioni d'affari riguardanti i Beatles tenutesi presso gli uffici della Capitol Records, principalmente per discutere della pubblicazione delle compilation 1962-1966 e 1967-1970.

## Pubblicazione
Sue Me, Sue You Blues venne pubblicata alla fine del maggio 1973 come seconda traccia dell'album Living in the Material World. Secondo gli autori Chip Madinger e Mark Easter, Harrison aveva preso in considerazione un diverso posizionamento della traccia nel disco, inserendo Sue Me, Sue You Blues come prima traccia dell'album. In Gran Bretagna, infatti, la versione di Living in the Material World pubblicata in formato audiocassetta, iniziava con Sue Me, Sue You Blues come traccia d'apertura, seguita da The Lord Loves the One (That Loves the Lord).
Considerato da alcuni critici come l'ex-Beatle più equilibrato e musicalmente coerente alla metà del 1973, con Sue Me, Sue You Blues Harrison fornì agli ascoltatori un altro esempio di scrittura autoreferenziale all'interno della "telenovela della separazione dei Beatles"; meno paranoica di How Do You Sleep? di Lennon ma non così "rose e fiori" come Early 1970 di Ringo Starr.

## Formazione
- George Harrison – voce, chitarra resofonica (dobro), cori
- Gary Wright – pianoforte elettrico
- Nicky Hopkins – pianoforte
- Klaus Voormann – basso
- Jim Keltner – batteria

## Versione di Jesse Ed Davis
Harrison conobbe il chitarrista Jesse Ed Davis attraverso comuni amici, Leon Russell e Jim Keltner, che avevano preso parte entrambi all'improvvisata sessione per l'incisione del singolo di beneficenza Bangla Desh nel luglio 1971. Inoltre, Russell aveva anche aiutato George a reclutare artisti per l'associato concerto di beneficenza, tenutosi al Madison Square Garden di New York, e aveva suggerito Davis come eventuale sostituto di Eric Clapton, che all'epoca era dipendente dall'eroina. Alla fine, sia Davis che Clapton parteciparono al concerto. Per ringraziare Davis, Harrison gli offrì la sua Sue Me, Sue You Blues affinché il chitarrista la incidesse per il suo secondo album solista, Ululu.
Ex-chitarrista del bluesman Taj Mahal, Davis arrangiò il brano in versione Southern blues, omettendo la terza strofa della canzone e, con soli 2 minuti e 45 secondi di durata, in versione significativamente più corta rispetto a quella poi incisa da Harrison nel 1973. I musicisti che suonarono nella versione di Davis del pezzo furono Keltner, Dr. John e Billy Rich. Come Keltner, anche Davis avrebbe lavorato in seguito con tutti gli ex-Beatles tranne McCartney durante gli anni settanta, restando amico di Harrison e suonando regolarmente insieme a Lennon nel periodo 1973-75.
L'album Ululu venne pubblicato nel marzo 1972. Il 25 gennaio, la Atco Records fece uscire Sue Me, Sue You Blues come primo singolo estratto dall'album in uscita, senza ricevere particolare attenzione.

## Accoglienza
Alla sua pubblicazione, Billboard descrisse Sue Me, Sue You Blues come un commento sui "Beatles e i loro impicci", mentre invece Stephen Holden di Rolling Stone definì la traccia "una mordace vetrina per la chitarra slide di Harrison, con un testo che è un'abile diatriba lennoniana contro le dispute monetarie che hanno messo fine ai Beatles". Nei loro rispettivi libri che parlano del primo decennio della carriera solista degli ex-Beatles, Nicholas Schaffner e Bob Woffinden (critico di NME) lodarono entrambi il lavoro di Harrison al dobro, ma se Schaffner lo paragonò al "perfido suono di slide guitar che Harrison suonò in How Do You Sleep? di Lennon, Woffinden mise in parallelo Sue Me, Sue You Blues con una composizione di Harrison del 1966 per i Beatles, Taxman, altra canzone che mostra "l'impazienza dell'autore verso quelli che si frappongono tra lui e i suoi soldi", e per questa ragione, trovò che il pezzo fosse "abbastanza fuori posto" in un album spirituale come Living in the Material World.
Tra le recensioni più recenti, Lindsay Planer di AllMusic tracciò dei parallelismi tra il brano e How Do You Sleep? e Steel and Glass, entrambe composizioni di John Lennon, e descrisse Sue Me, Sue You Blues un "rock pungente" in cui Harrison "rinuncia all'ironia, suo tratto distintivo, per un approccio decisamente più aspro e diretto". Per Zeth Lundy di PopMatters, Sue Me, Sue You Blues esprime l'"aggressività passiva" di Harrison. John Metzger definì il testo della canzone "ridicolmente semplicistico" e la traccia "forse, la canzone più biliosa che [Harrison] scrisse in carriera".
Bruce Eder di AllMusic e anche Chip Madinger & Mark Easter sottolinearono invece il senso dell'umorismo presente nel testo. Scrivendo per Rough Guides, Chris Ingham descrisse Sue Me, Sue You Blues e Try Some, Buy Some due canzoni "ironiche, e ragionevolmente critiche nei confronti dei sintomi di ciò che Harrison vede come un mondo malato", mentre Hugh Fielder di Classic Rock giustifica la collocazione della canzone sull'album, in quanto le diatribe legali "spiegano il ritiro di George Harrison dal mondo materiale".
Tra i vari biografi di Harrison, Ian Inglis scorge un'addizionale elemento comico nell'utilizzo da parte di Harrison del dobro, e come anche Simon Leng, vede nel ritmo do-si-do un adattamento musicale sotto forma di metafora per il cambio di alleanze continuo durante le cause legali dei primi anni settanta. Altro autore che riconosce "una buona dose di humour" nella canzone, Elliot Huntley descrisse Sue Me, Sue You Blues una traccia "eccellente", con un "magnifico riff di steel guitar". Leng lodò la performance di tutti i musicisti presenti nell'incisione, in particolare Keltner, e la descrisse "uno dei pezzi più compiuti di Harrison", e concluse facendo notare il contrasto tra il George Harrison del 1972–73 e la "figura triste e rassegnata" che traspare dal film documentario Let It Be - Un giorno con i Beatles del 1970.